# Lukavice (okres Chrudim)
Obec Lukavice se nachází v okrese Chrudim, kraj Pardubický. Obec se rozkládá na severních a západních svazích kopce Jahodnice, který uzavírá kotlinu 8 km jižně od města Chrudimi. Žije zde 918 obyvatel. 500 m západně od obce protéká řeka Chrudimka a za ní se již zvedají první kopce Železných hor.

## Historie
V době raného slovanského osídlení zde začínal hraniční hvozd na pomezí Čech a Moravy. Pomístní název Mýto ukazuje, že zde na stezce, která vstupovala do Chrudimské sídelní komory, stávala mýtnice. První písemná zmínka o obci pochází z roku 1312. Na konci 16. století se zde začal těžit pyrit. V 17. století zde byla vybudována továrna na jeho zpracování. Hlavním produktem byla síra. Po roce 1746 došlo ke změně technologických postupů výroby. Milíře byly nahrazeny hliněnými pecemi, které umožnily vyrábět sirný květ, využívaný pro lékařské účely. Vedlejším produktem byly výpalky, ze kterých se začala vyrábět zelená skalice. Využití nalezla v kožedělném průmyslu, sloužila k impregnaci dřeva a k výrobě kyseliny sírové. Lukavice byla největším výrobcem kyseliny sírové v celé monarchii. Doly byly uzavřeny v roce 1892 a v roce 1905 se chemická výroba přesunula do nedalekých Slatiňan. Památkou na hornickou minulost obce je hornický oltář v kostele sv. Bartoloměje v nedalekých Bítovanech.

## Pamětihodnosti

### Pyritové doly, šachty a štoly
Hlavní šachtou lukavických pyritových dolů byla Bartolomějská šachta. Již v roce 1809 dosáhla své největší hloubky 110 m. Nejhlubší patra dolu pak sahala až do hloubky 210 m a táhla se do vzdálenosti několika kilometrů. Na ústí šachty stála těžní věž a kulový žentour. Dnes je šachta uzavřena betonovou deskou a zatopena důlní vodou.
Nedaleko byla vybudována vodní šachta Vilemína, která sahala do hloubky 66 m, a která sloužila k odvodňování zdejších dolů. Voda z ní odtékala odvodňovací štolou. Pumpy pohánělo vodní kolo o průměru 8 m. V blízkosti jámy jsou rozsáhlé zbytky důlních odvalů a odpadů z chemické výroby.
Při hloubení lukavických pyritových dolů v polovině 18. století bylo třeba počítat s jejich odvodněním. Pro usnadnění čerpání vod byla vyražena odvodňovací štola dlouhá 1593 m, ústí v údolí Chrudimky u někdejší osady „Na Pilce“. Počátek štoly je v Lukavici v hloubce 23 m. Štola je velmi úzká a k jejímu čištění sloužilo asi 7 komínů. Trasa štoly je většinou souběžná s Lukavickým potokem. Důlní vody jsou v důsledku rozkladu pyritu značně kyselé s vysokým obsahem sloučenin železa, které se usazují jak ve štole, tak v potoce a řece Chrudimce, jako nápadně rezavě hnědé povlaky. Kyselé vody (tzv. Lukavina) působily značné škody na mlýnském zařízení mlýna „Skály“ a při haváriích se škody projevovaly i v 10 km vzdálené Chrudimi. Docházelo k úhynu ryb a vodní drůbeže. Aby se zabránilo škodám ve mlýně „Skály“, byla tato voda převedena zvláštním kanálem pod řečištěm Chrudimky, mimo dosah mlýna. V poslední době byl tento systém znovu obnoven. Pískovcový portál při ústí štoly je chráněn jako technická památka.

### Zámeček
V roce 1700 dal knížecí rod Auerspergů postavit barokní budovu knížecího horního úřadu. Dnes zde sídlí obecní úřad.

### Další památky
- Památný dub v Lukavici
- Dub na Hrádku – Strom roku 2024[4]

## Části obce
- Lukavice
- Loučky
- Lukavička
- Radochlín
- Vížky
- Výsonín (dříve samostatná obec)